# Heinkel He 59
Хейнкель 59 (нем. Heinkel He 59) — немецкий гидросамолёт, разведчик, бомбардировщик и торпедоносец. Спроектирован на фирме «Эрнст Хейнкель флюгцойгверке». Опытный образец самолёта на колесном шасси Не 59b совершил первый полёт в сентябре 1931 года, поплавковый Не 59a — в январе 1932 года. Серийное производство самолёта велось с февраля 1932 года на заводах «Хейнкель» (Росток) и «Арадо» (Варнемюнде). Производство Не 59 прекратили в сентябре 1938 года. Всего выпущено 142 экз. Представлял собой двухмоторный биплан смешанной конструкции, установленный на два поплавка.

## Эксплуатация
Первые He 59b поступали в немецкие школы воздушных сообщений. В 1935 году He 59b вооружился морской авиаотряд «Лист». К концу 1938 года He 59b имелись на вооружении четырёх отрядов, а также ряда учебных частей.
В декабре 1936 года в Испанию прибыли первые два самолёта He 59b для участия в гражданской войне. He 59b привлекались для патрулирования Гибралтарского пролива и прибрежных вод Испании. Самолёты наносили удары по судам, следующим в порты, контролируемые республиканцами, бомбили также береговые объекты. Весной 1939 года три He 59b передали Испании.
С середины сентября 1939 года He 59 привлекались для контроля судоходства в Северном море. В ноябре-декабре 1939 г. совместно с He 115 они ставили мины у британских берегов. В He 59 осуществляли переброску личного состава и грузов в захваченные норвежские порты. Также в качестве транспортных применялись He 59 в ходе блицкрига в Западной Европе — в частности, 12 самолётов 10 мая 1940 года высадили десантников, захвативших мосты в Роттердаме. В дальнейшем главной задачей для He 59 стали поисково-спасательные операции. Один спасательный отряд на He 59 в апреле — мае 1941 года принимал участие в Балканской кампании, базируясь в Варне, а затем в Салониках. В начальный период войны с СССР несколько базировавшихся в Румынии He 59 участвовали в прикрытии конвоев. Позже He-59 служили как учебные, эксплуатируясь в школах до начала 1944 г.
ВВС Финляндии в августе 1943 года получили 4 самолёта He 59. Они использовались для заброски в тыл противника и снабжения разведывательно-диверсионных групп и были возвращены люфтваффе в декабре того же года.

## Варианты и модификации
- He 59b-1 — имел двигатели BMW VI 6,0ZU (660 л. с), три 7,92-мм пулемёта MG 15. Экипаж — 4 чел.
- He 59b-2 — имел улучшенное навигационное оборудование.
- He 59b-3
- He 59c-1 — невооружённые учебные самолёты.
- He 59c-2 — невооружённый спасательный вариант.
- He 59d-1 — невооружённый учебный и спасательный гидросамолёт с изменённой носовой частью фюзеляжа.
- He 59e-1 — учебные машины для тренировки бомбардиров и обучения аэрофотосъёмке.
- He 59n — учебные самолёты.

## Лётно-технические характеристики
| Модификация                          | Hе 59b-2 |
| Размах крыла, м                      | 23,70 |
| Длина, м                             | 17,40 |
| Высота, м                            | 7,10 |
| Площадь крыла                        | 153,40 |
| Масса, кг                            | |
| пустого самолёта                     | 5000 |
| максимальная взлетная                | 9100 |
| Тип двигателя                        | 2 ПД BMW VI-6.0ZU |
| Мощность, л. с.                      | 2 х 660 |
| Максимальная скорость, км/ч          | |
| у воды                               | 220 |
| на высоте                            | 208 |
| Крейсерская скорость, км/ч           | |
| у воды                               | 185 |
| на высоте                            | 178 |
| Практическая дальность, км           | |
| нормальная                           | 940 |
| при установке 2 500 л доп. баков     | 1500 |
| Максимальная скороподъёмность, м/мин | 215 |
| Практический потолок, м              | 3500 |
| Экипаж, чел                          | 4 |
| Вооружение:                          | по одному 7.9-мм пулемёту MG-15 с 975 патронами на ствол в открытых передней и задней турелях и один MG-15 с 675 патронами в нижней установке; до 1000 кг бомб. |

## Страны-эксплуатанты
- нацистская Германия
- Франкистская Испания[1]